# Elezioni presidenziali nelle Seychelles del 2011
Le elezioni presidenziali nelle Seychelles del 2011 si tennero dal 19 al 21 maggio.

## Risultati
| Candidati        | Partiti                            | Voti   | %     |
| ---------------- | ---------------------------------- | ------ | ----- |
| James Michel     | Partito del Popolo                 | 31 966 | 55,46 |
| Wavel Ramkalawan | Partito Nazionale delle Seychelles | 23 878 | 41,43 |
| Philippe Boullé  | Indipendente                       | 956    | 1,66  |
| Ralph Volcere    | Nuovo Partito Democratico          | 833    | 1,45  |
| Totale           | Totale                             | 57 633 | 100   |